# Pablo Villar
Pablo Villar Ferreiro (Avilés, Asturias, 4 de septiembre de 1986) es un exjugador y entrenador español Uefa Pro de fútbol. Actualmente está sin club.

## Trayectoria
Fue portero de diferentes equipos de Galicia y Asturias: Pontevedra CF, Villalonga CF, Arosa SC, Compostela, CD Cudillero, Real Avilés y Ribadesella CF.
En 2011 fue nombrado entrenador de la AD Ribadedeva de la Primera Regional de Asturias.
El 19 de junio de 2012, firma como segundo entrenador de la SD Huesca de la Segunda División de España,para ser asistente de Fabri González, Pablo también formaría parte del cuerpo técnico de Jorge D'Alessandro y Antonio Calderón Burgos.
El 25 de junio de 2013 regresó a sus funciones como entrenador, estando al frente del Luarca CF en la tercera división española.Abandonó el club al acabar la temporada y fue nombrado entrenador del CD Tineo el 22 de mayo de 2014.
Villar llevó al Tineo al primer ascenso de su historia a la tercera división en su primera temporada y abandonó el club en 2016, tras evitar el descenso.
En la temporada 2016-17, firma por el Urraca Club de Fútbol de la Tercera División de España, dejando el club en febrero para abordar diferentes trabajos para La Liga en China.
Villar regresó a España en diciembre de 2017, incorporándose como segundo entrenador de Fabri en el Lorca FC de Segunda División.
En la temporada 2018-2019 firma como segundo entrenador en el FK Karpaty Lviv de la Liga Premier de Ucrania, en el que volvería a trabajar a las órdenes de Fabri González y antes del técnico portugués José Morais.
El 20 de diciembre de 2019 regresaría a China para incorporarse al Qingdao Hainiu. 
En octubre de 2021, firma como primer entrenador del FK Pohronie de la Superliga de Eslovaquia, convirtiéndose así en el primer técnico español en entrenar en dicho país.
Posteriormente se hizo cargo del FK Riteriai en la A Lyga de Lituania, en el cual estuvo 2 temporadas. Estando a punto de clasificar al equipo para competición europea en su primera temporada.
El 2 de junio de 2023, es anunciado como entrenador del Futebol Clube de Vizela de la Primeira Liga de Portugal.En diciembre de 2023, rescinde de mutuo acuerdo para abrir una nueva etapa en la Superliga China, en este caso como entrenador del Meizhou Hakka. Allí consiguió quedar campeón de la "42nd Guandong-Hong Kong Cup".

## Clubes

### Como entrenador
| Club                           | País       | Año       |
| ------------------------------ | ---------- | --------- |
| SD Huesca (2º Entrenador)      | España     | 2012-2013 |
| Luarca CF                      | España     | 2013-2014 |
| Club Deportivo Tineo           | España     | 2014-2016 |
| Urraca Club de Fútbol          | España     | 2016-2017 |
| Lorca FC (2º Entrenador)       | España     | 2017-2018 |
| Karpaty Lviv (2º Entrenador)   | Ucrania    | 2018-2019 |
| Qingdao Jonoon (2º Entrenador) | China      | 2019-2020 |
| FK Pohronie                    | Eslovaquia | 2021-2021 |
| FK Riteriai                    | Lituania   | 2022-2023 |
| Vizela                         | Portugal   | 2023      |
| Meizhou Hakka                  | China      | 2024      |